# Östra Skallbergstjärnen
Östra Skallbergstjärnen är en sjö i Hagfors kommun i Värmland och ingår i Göta älvs huvudavrinningsområde.